# 16-я бригада «Канариас»
16-я бригада «Канариас» (исп. Brigada «Canarias» XVI (BRICAN XVI)) — тактическое соединение в составе сухопутных войск Испании.
Дислоцируется в Лас-Пальмас-де-Гран-Канария (Канарские острова). Находится под началом Командования войск на Канарских островах (Mando de Canarias). Первоначально бригада была создана 1 февраля 2008 года как 16-я лёгкая пехотная бригада (Brigada de Infantería Ligera XVI) с дислокацией на Канарских островах и обозначением «Канариас», сокращённо BRILCAN. В ходе реоганизации вооружённых сил 2015 года, формирование было преобразовано в многоцелевую бригаду (Brigada Orgánica Polivalente) с включением лёгкой бронекавалерийской группы (Grupo Ligero Acorazado de Caballería) из 2-й бронекавалерийской бригады «Кастильехос» (Brigada de Caballería «Castillejos» II), включающей в себя колёсные танки Чентауро.:1440

## Участие в международных операциях
Международные операции, в которых принимали участие подразделения бригады:
Миротворческая миссия UNPROFOR Организации Объединённых Наций на территории стран бывшей Югославии
- 7-я тактическая группа «Эстремадура» (октябрь 1999 — май 2000)

Силы НАТО SFOR по поддержанию мира в Боснии и Герцеговине.
- 23-я тактическая группа (сентябрь 2004 — февраль 2005)

Международные силы KFOR под руководством НАТО, ответственные за обеспечение стабильности в Косове
- 9-я тактическая группа в Косово (март — сентябрь 2003)

Международные силы содействия безопасности ISAF в Афганистане
- ASPFOR XVIII (ноябрь 2007 — март 2008)
- ASPFOR XXIII (июль — ноябрь 2009)
- ASPFOR XXVIII (апрель — сентябрь 2011)
- ASPFOR XXXIII (май — ноябрь 2013)

Операция EUTM Mali Европейского союза в Мали
- EUTM-Mali VI (март — декабрь 2015)[6]

## Состав 2017
- Штаб бригады (Cuartel General)[2]:1440[7]
- Штабной батальон (Batallón de Cuartel General XVI)
  - Рота штаба (Compañía del Cuartel General)
  - Разведывательная рота (Compañía de Inteligencia)
  - Противотанковая рота (Compañía de Defensa Contracarro)
  - Рота РХБЗ (Compañía NBQ)
  - Секция военной полиции (Sección de Policía Militar)
  - Рота связи (Compañía de Transmisiones XVI)
- 9-й пехотный полк «Сория» (Regimiento de Infantería «Soria» n.º 9)
  - 1-й моторизованный батальон «Фуэртевентура» (Batallón de Infantería Protegida «Fuerteventura» I/9)
- 49-й пехотный полк «Тенерифе» (Regimiento de Infantería «Tenerife» n.º 49)
  - 2-й моторизованный батальон «Альбуэра» (Batallón de Infantería Motorizada «Albuera» II/49)
- 50-й пехотный полк «Канариас» (Regimiento de Infantería «Canarias» n.º 50)
  - 1-й моторизованный батальон «Сериньола» (Batallón de Infantería Protegida «Ceriñola» I/50)
- 93-й артиллерийский полк (Regimiento de Artillería de Campaña n.º 93)
  - 1-я артиллерийская группа (Grupo de Artillería de Campaña I/93)
- 16-я лёгкая бронекавалерийская группа «Милан» (Grupo de Caballería Ligero Acorazado «Milán» XVI)
- 16-й инженерно-сапёрный батальон (Batallón de Zapadores XVI)
- 16-я группа материально-технического обеспечения (Grupo Logístico XVI)

## Размещение
Подразделения бригады размещаются на островах Гран-Канария, Тенерифе и Фуэртевентура, за исключением кавалерийской группы «Милан», расквартированной в Маринесе (Валенсия):1442-1443. Полк «Сория» расквартирован в Пуэрто-дель-Росарио на острове Фуэртевентура, полк «Тенерифе» и часть сапёров расквартированы в Ойя Фрия (Hoya Fría) на Тенерифе, артиллерийский полк размещён в аэропорту Лос-Родеос также на Тенерифе. Остальные подразделения дислоцируются на базе «Генерал Алеман Рамирес», расположенной в Лас-Пальмас-де-Гран-Канария.

## Вооружение
Бригада «Канариас» является одной из четырёх новых колёсных бригад, состоящих из трёх моторизованных батальонов, артиллерийского дивизиона и одной разведывательного батальона (бронекавалерийской группы). Батальон «Фуэртевентура» оснащён бронетранспортёрами BMR, «Сериньола» миннозащищёнными автомобилями RG-31 Nyala и «Альбуэра» — Iveco LMV. Бронекавалерийская группа вооружена БМТВ «Чентауро» и БРМ VEC-M1. В отдалённом будущем предполагается замена MRAP, БТР и БРМ единой платформой с колёсной формулой 8×8.:73